# 世界鱼类数据库
世界魚類數據庫（英語：FishBase）是一個為搜集魚類數據而創立的全球物種數據庫，是世界上最大也是訪問最頻繁的魚類數據庫，很多學術文獻都有引用該數據庫的資料。
世界魚類數據庫提供綜合性的魚類數據，包括分類信息、地理分佈、壽命及形態特徵、物種數量等，也會運用生態塔、檢索表和生態地理學模型，並提供其他數據庫如幼魚數據庫、基因銀行和IUCN紅色名錄的鏈接。
截至2011年8月，魚類數據庫有32100個種及亚种的信息，將近300種語言的292500個常用名，50500張圖片，46000條科學文獻參考。月點擊量達3000萬。

## 歷史
世界魚類數據庫的歷史可追溯到1970年代，當時魚類學家丹尼尔·保利正在研究魚類的增長是否與其魚鰓的形狀有關係。他的假設只有在能夠用大量數據測試時才能驗證。但當時的數據都散佈於海量的文獻之中，要想得到極其困難。波利便想將所有數據集合在一起建立一個數據庫，令科學家可以方便地探求。如果數據可以保證準確無誤，那麼其功效將非常之大。
波利雇傭了溫妮·佛羅伊斯，在1988年將他们想要的數據庫軟件編碼成功。該數據庫最初只收集熱帶魚類數據。隨後擴大到所有的有鰭魚，1996年8月登陸萬維網。現在已經是世界上最大的魚類數據庫。1995年，其第一張CD-ROM以“FishBase 100”為名發佈，隨後每年都有發佈CD。該軟件只能在微軟視窗的Microsoft Access上運行。
魚類數據庫只收集成年魚類信息，並不包括幼年及將近成年的魚類。1999年幼魚數據庫成立, 其搜集範圍包括魚類浮游生物、魚卵和幼魚，彌補了世界魚類數據庫的不足。受魚類數據庫激勵，其他的非魚類數據庫也開始成立，包括2006年成立的世界海洋生物資料庫。

## 當前的組織
隨著知名度不斷提高，世界魚類數據庫吸引了超過兩千名貢獻者和合作者。2000年開始世界魚類數據庫開始由九個國際機構組成的聯合會來監管。基尔亥姆霍兹海洋研究中心則成為其間的協調者。
| 魚類數據庫聯合會                             |
|                                              |
| 塞薩洛尼基亞里士多德大學，希臘塞薩洛尼基[15] |
| 中國水產科學研究院，中國北京                 |
| 英屬哥倫比亞大學漁業中心，英屬哥倫比亞溫哥華 |
| 聯合國糧食及農業組織，意大利羅馬             |
| 法國國家自然歷史博物館，法國巴黎             |
| 中非皇家博物館，比利時特爾菲倫               |
| 瑞典國家自然歷史博物館，瑞典斯德哥爾摩       |
| 世界鱼类研究中心（英语：WorldFish），馬來西亞檳城     |

## 外部連結
- FishBase online （页面存档备份，存于）
- The Fish Database of Taiwan （页面存档备份，存于）
- LarvalBase online （页面存档备份，存于）
- FishBase Celebrates 20 Year Anniversary in Kiel Archive.today的存檔，存档日期2013-02-02 Science newsline, 3 September 2010.
- Interview with: Dr. Rainer Froese, marine biologist （页面存档备份，存于） Youtube video, 13 September 2010.
- Rainer Froese on FishBase （页面存档备份，存于） Blue Zoo.
- SpeciesBank: Dreams and realities[永久] Rainer Froese, Workshop presentation, 2005.
- Fish Morphology and Identification in FishBase （页面存档备份，存于） Royal Museum for Central Africa (RMCA Tervuren), Presentation at FishBase and Fish Taxonomy Training Session 2007.
- The 6th FishBase Consortium meeting and 3rd Mini FishBase Symposium FishBytes, 2005.
- 2008 FishBase Symposium 中国水产科学研究院，2008年9月2日2
- Fish on line Daniel Pauly, Rainer Froese and Maria Lourdes Palomares. A draft guide to learning and teaching ichthyology using the FishBase information system. Updated 17 January 2005.